# Miloševići
Miloševići är ett samhälle i Montenegro. Det ligger i den centrala delen av landet, 50 km norr om huvudstaden Podgorica. Miloševići ligger 1 135 meter över havet och antalet invånare är 142.
Terrängen runt Miloševići är huvudsakligen kuperad. Miloševići ligger nere i en dal. Runt Miloševići är det ganska glesbefolkat, med 48 invånare per kvadratkilometer. Närmaste större samhälle är Šavnik, 4,5 km norr om Miloševići. Trakten runt Miloševići består till största delen av jordbruksmark.